# Vshosting~
VSHosting s.r.o. je poskytovatel hostingových služeb pro e-commerce a IT projekty v Česku a na Slovensku. [zdroj?]

## Historie
V roce 2006 založili Damir Špoljarič, Jan Martinů a Tomáš Roud společnost VSHosting. Jméno VSHosting vzniklo zkratkou z "Virtual Server Hosting".
V roce 2013 vshosting expandoval do Texasu v USA.
V roce 2015 společnost vybudovala datové centrum ServerPark, které se nachází v Praze-Hostivaři. Mělo kapacitu pro 7500 serverů. Datové centrum používá kombinaci chladicích mechanismů a během extrémních suchých letních dní využívá i tzv. adiabatické chlazení. Za rok 2018 například spotřebovalo hostivařské datové centrum 3 808 464 kWh elektrické energie a 300m³ vody.
V roce 2015 měl vshosting přes 40 zaměstnanců.
V roce 2020 VSHosting poskytoval místo na svých hostovacích serverech více než 50 % českého a slovenského e-commerce trhu.[chybí lepší zdroj] V červenci 2020 vykoupil majoritní vlastník – německá společnost Contabo – zbytek akcií a stal se stoprocentním majitelem vshostingu.
V roce 2021 tvořil 35 procent byznysu firmy systém Kubernetes a služby, které s ním souvisejí.